# Ville-en-Hesbaye
Ville-en-Hesbaye is een dorp in de Belgische provincie Luik en een deelgemeente van Braives. De plaats ligt in Haspengouw (Hesbaye). Tot 1 januari 1977 was het een zelfstandige gemeente.

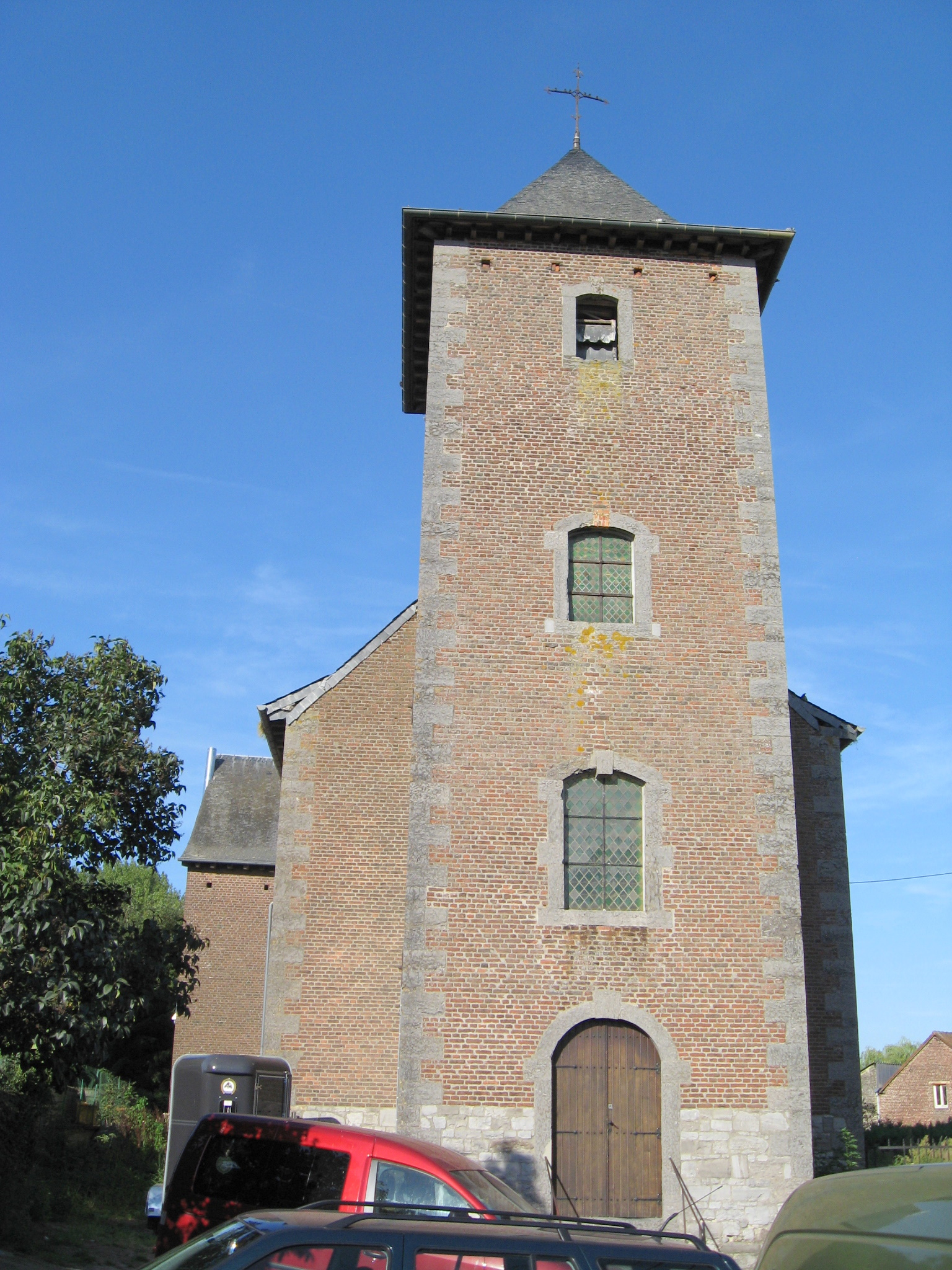
Maria Boodschapkerk

## Bezienswaardigheden
- De Maria Boodschapkerk (Église Notre-Dame de l'Annonciation) werd herbouwd in 1760 terwijl in 1857-1858 ook een transept en koor werd toegevoegd.
- Een Gallo-romeinse tumulus.
- De Moulin du Vélupont is een onderslagmolen op de Mehaigne.

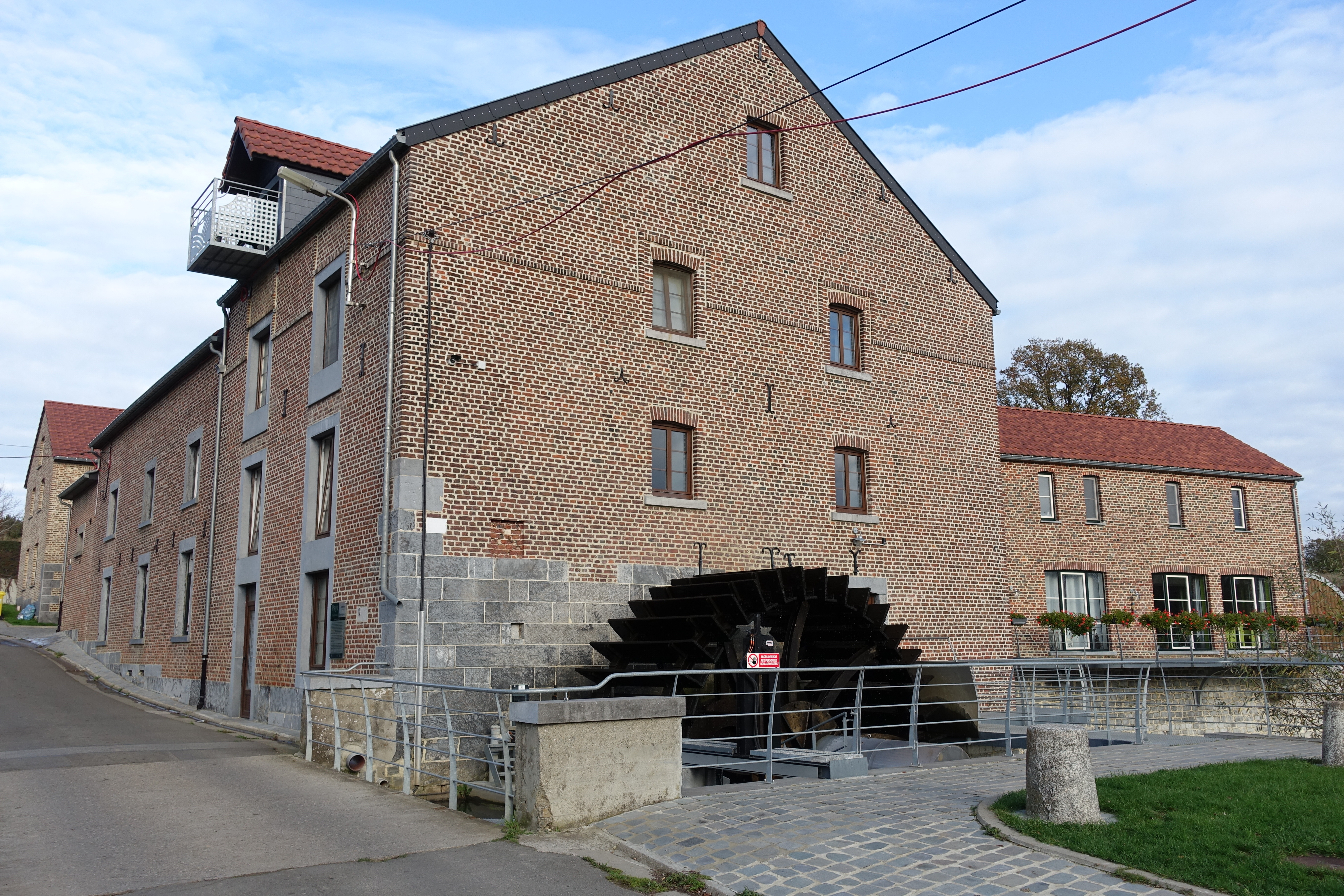
Watermolen Moulin de Velupont
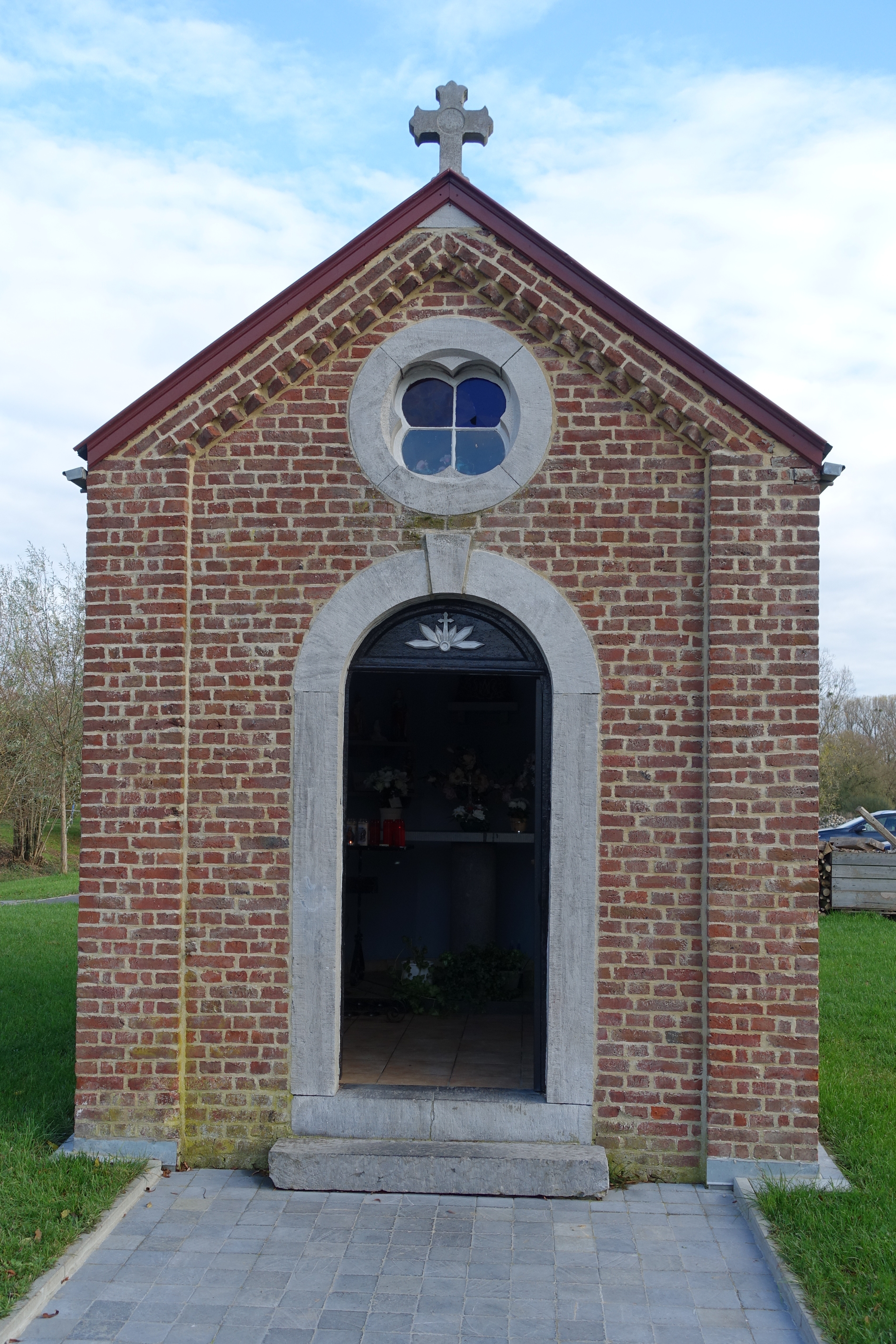
Kapel bij de watermolen
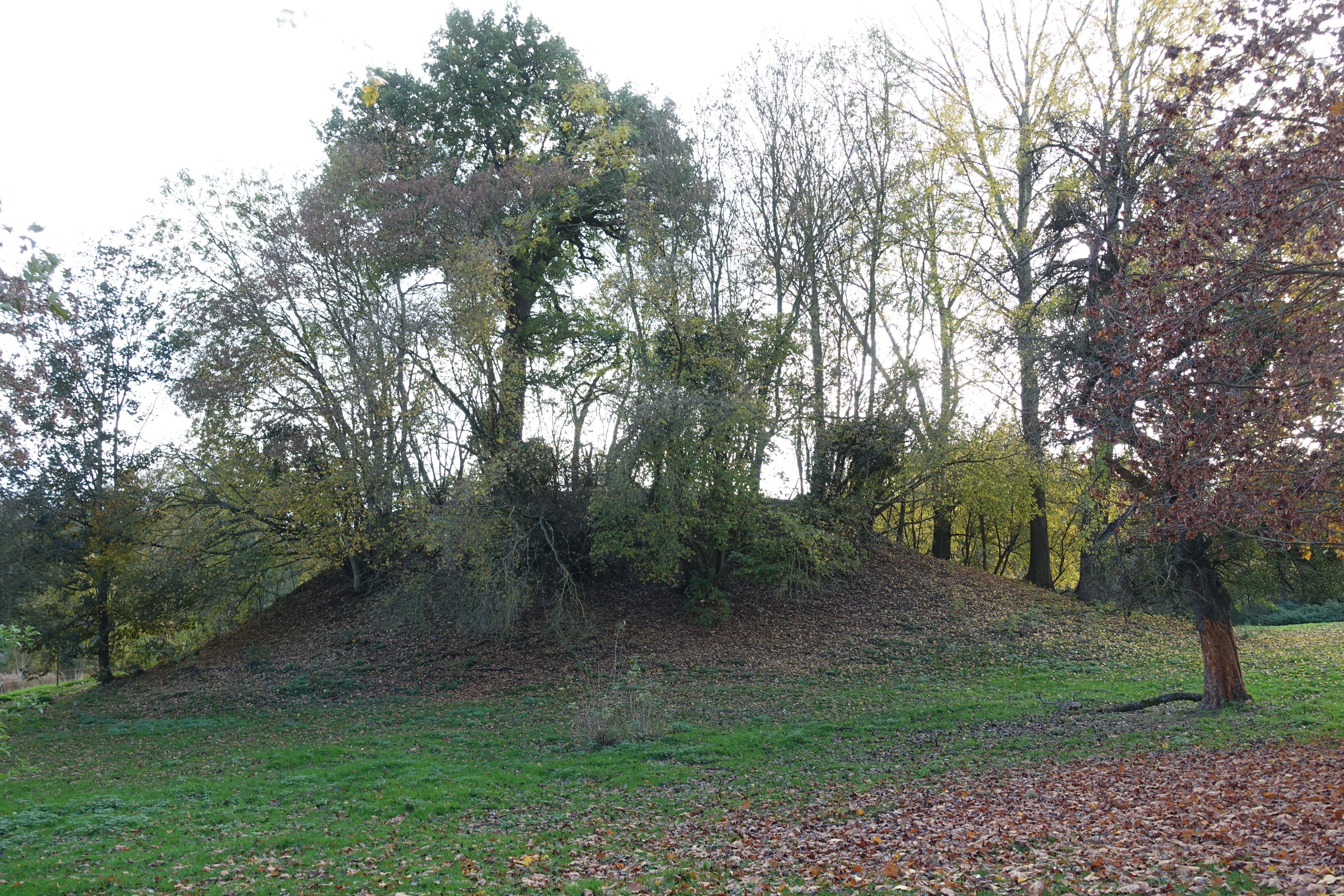
Middeleeuwse motheuvel
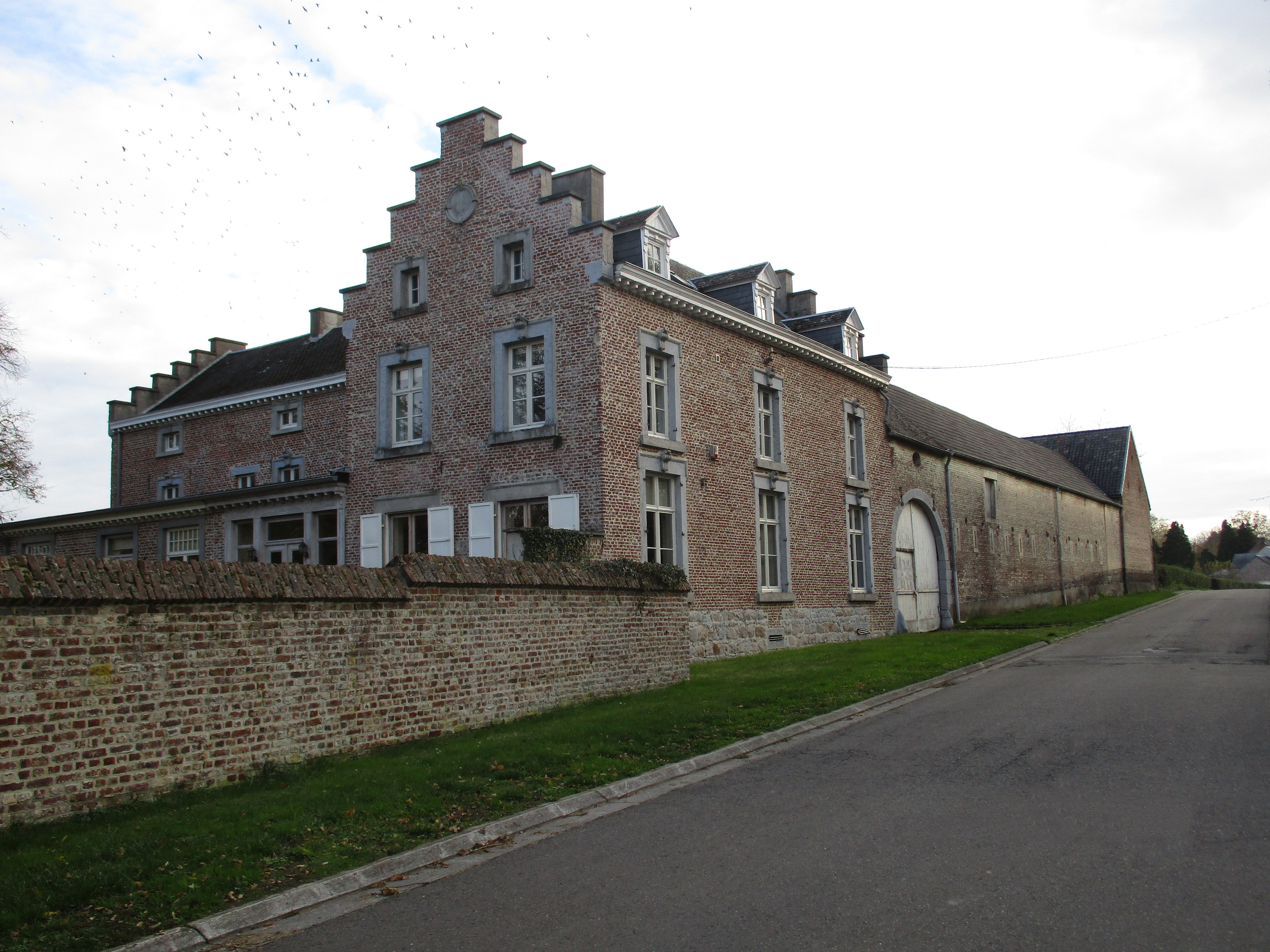
Kasteelhoeve Heptia

## Natuur en landschap
Ville-en-Hesbaye ligt aan de Mehaigne. De hoogte aan de kerk bedraagt 136 meter.

## Demografische ontwikkeling
- Bronnen:NIS, Opm:1831 tot en met 1970=volkstellingen, 1976= inwoneraantal op 31 december

## Nabijgelegen kernen
Ciplet, Avennes, Braives, Vissoul
Deelgemeenten: Avennes · Braives · Ciplet · Fallais · Fumal · Hosdent-sur-Mehaigne · Latinne · Tourinne · Ville-en-Hesbaye

Belgische gemeenten · Arrondissement Borgworm · Henegouwen · Wallonië